# 1878 en baseball
Chronologie du baseball
Baseball en 1877 - Baseball en 1878 - Baseball en 1879
Les faits marquants de l'année 1878 en Baseball

## Champions

### Ligue nationale
- 13 septembre : troisième édition aux États-Unis du championnat de baseball de la Ligue nationale. Les Boston Red Caps s’imposent avec 41 victoires et 19 défaites[1].

| Ligue nationale |                         |      |      |        |    |
| Rang            | Club                    | Vic. | Déf. | % vic. | GB |
| 1er             | Boston Red Caps         | 41   | 19   | .683   | -- |
| 2e              | Cincinnati Reds         | 37   | 23   | .617   | 4  |
| 3e              | Providence Grays        | 33   | 27   | .550   | 8  |
| 4e              | Chicago White Stockings | 30   | 30   | .500   | 11 |
| 5e              | Indianapolis Blues      | 24   | 36   | .400   | 17 |
| 6e              | Milwaukee Grays         | 15   | 45   | .250   | 26 |

### Autres compétitions
- 8 octobre : deuxième édition du championnat de baseball de l’International Association (États-Unis/Canada). Les Américains de Buffalo sont sacrés champions mais ils doivent attendre le début de l'année 1879 pour savourer ce titre. Les Syracuse Stars revendiquent également ce titre, mais le comité d'organisation de la compétition tranche en faveur des Buffalo Bisons.
- 10 novembre : les San Francisco Athletics sont champions de la Pacific Coast. Ils s'imposent en finale face aux San Francisco Cailfornias devant 8000 spectateurs.

## Événements
- 2 mai : début du deuxième championnat de l'International Association avec douze équipes : Auburn, Binghamton Crickets, Brooklyn Blues, Buffalo Bisons, London Tecumsehs, Manchester Reds, New Bedford Whalers, New Haven Elm Citys, Pittsburgh Alleghenies, Rochester Flour Citys, Syracuse Stars et Worcester Reds. The New York Clipper présente l'IA comme une Ligue majeure.
- 29 décembre : premier match à La Havane du premier championnat de la ligue professionnelle de baseball cubain, la Liga de Baseball. Havana s'impose à cette occasion 21-20 face aux Almendares[2].
- 31 décembre : plus de huit millions de battes de baseball ont été vendues aux États-Unis au cours de l’année 1878.

## Naissances
- 12 janv. : William Matthews
- 13 févr. : Bill Bradley, joueur de baseball américain. († 11 mars 1954).
- 6 mars : Bert Husting
- 4 avr. : Jake Volz
- 24 avr. : Charlie Graham
- 27 avr. : Charlie Chech
- 27 avr. : George Winter
- 13 mai : Frank Hemphill
- 14 mai : J.L. Wilkinson
- 24 mai : Jack Pfiester
- 30 mai : Mike Donlin
- 5 juin : Fred Mitchell
- 13 juin : Bill Bergen
- 12 juil. : Bill Coughlin
- 24 juil. : Chris Lindsay
- 6 oct. : Len Swormstedt
- 10 oct. : Otto Hess
- 27 oct. : Shad Barry
- 10 nov. : Cy Morgan
- 23 nov. : Jimmy Sheckard
- 29 nov. : Long Tom Hughes